# Double corde
Le jeu en double corde ou double-corde (double stop en anglais) est une technique qui désigne l'acte d'exécuter simultanément deux notes sur un instrument à cordes (par exemple un violon ou une guitare).
Un triple-corde (triple stop) désigne la même technique appliquée sur trois cordes ; un quadruple-corde (quadruple stop) l'étant sur quatre cordes (soit toutes les cordes, lorsque joué sur un violon).